# Mnichowa Studnia
Mnichowa Studnia – jaskinia w Dolinie Małej Łąki w Tatrach Zachodnich. Wejście do niej znajduje się w Niżniej Świstówce w zboczu Zadnich Mnichów (Koprowych Mniszków), powyżej Jaskini Lodowej Małołąckiej, na wysokości 1640 metrów n.p.m. Długość jaskini wynosi 45 metrów, a deniwelacja 18 metrów. 

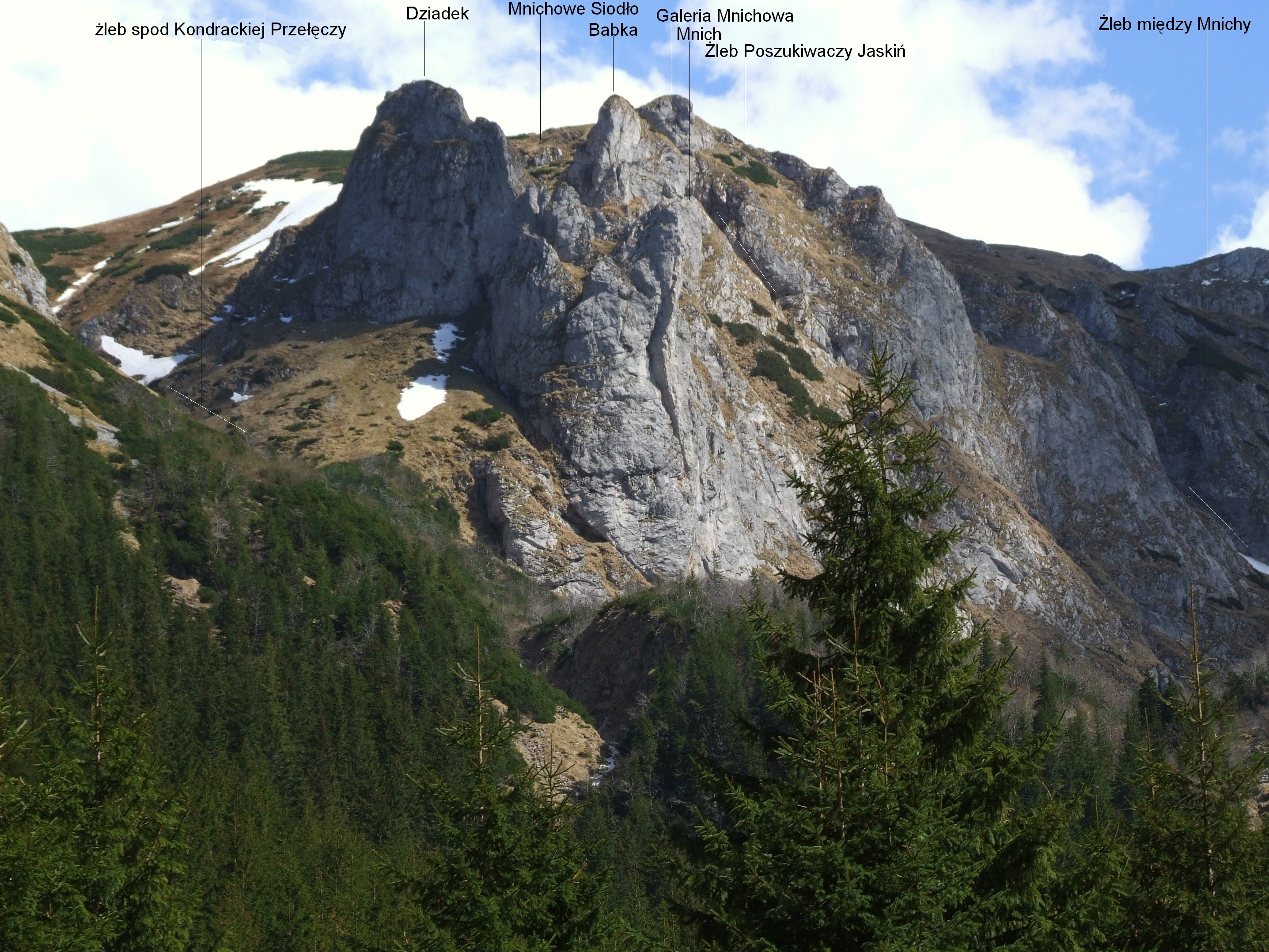
Mnichowe Turnie

## Opis jaskini
Główną częścią jaskini jest duża sala, w której stropie znajduje się otwór wejściowy z powierzchni. Aby dostać się na płat śnieżno-lodowy którym pokryte jest jej dno trzeba zjechać z otworu 6,5 metrów. Stąd:
- przez szczelinę między ścianą a płatem lodowym można zejść jeszcze około 7 metrów w kierunku dna.
- we wschodniej części sali znajdują się dwa kominy kończące się ślepo.
- w północnej ścianie, nad 3-metrowym progiem, znajduje się okno przez które można się dostać do małej salki. Od niej, za 6-metrowym progiem, odchodzi korytarzyk zakończony ciasną szczeliną prowadzącą do powierzchni[3].

## Przyroda
W sali przez cały rok leży płat śnieżno-lodowy. Rosną w niej mchy, glony i porosty. 
Jaskinię zamieszkują nietoperze.

## Historia odkryć
Jaskinia została odkryta 13 września 1959 roku przez W. Habila, M. Kruczka, D. Strelau i S. Wójcika z Zakopanego.
W 1961 roku W. Habil opublikował jej opis oraz szkicowy przekrój i plan pod nazwą Mnichowa Studnia.